# Corrado Maria Daclon

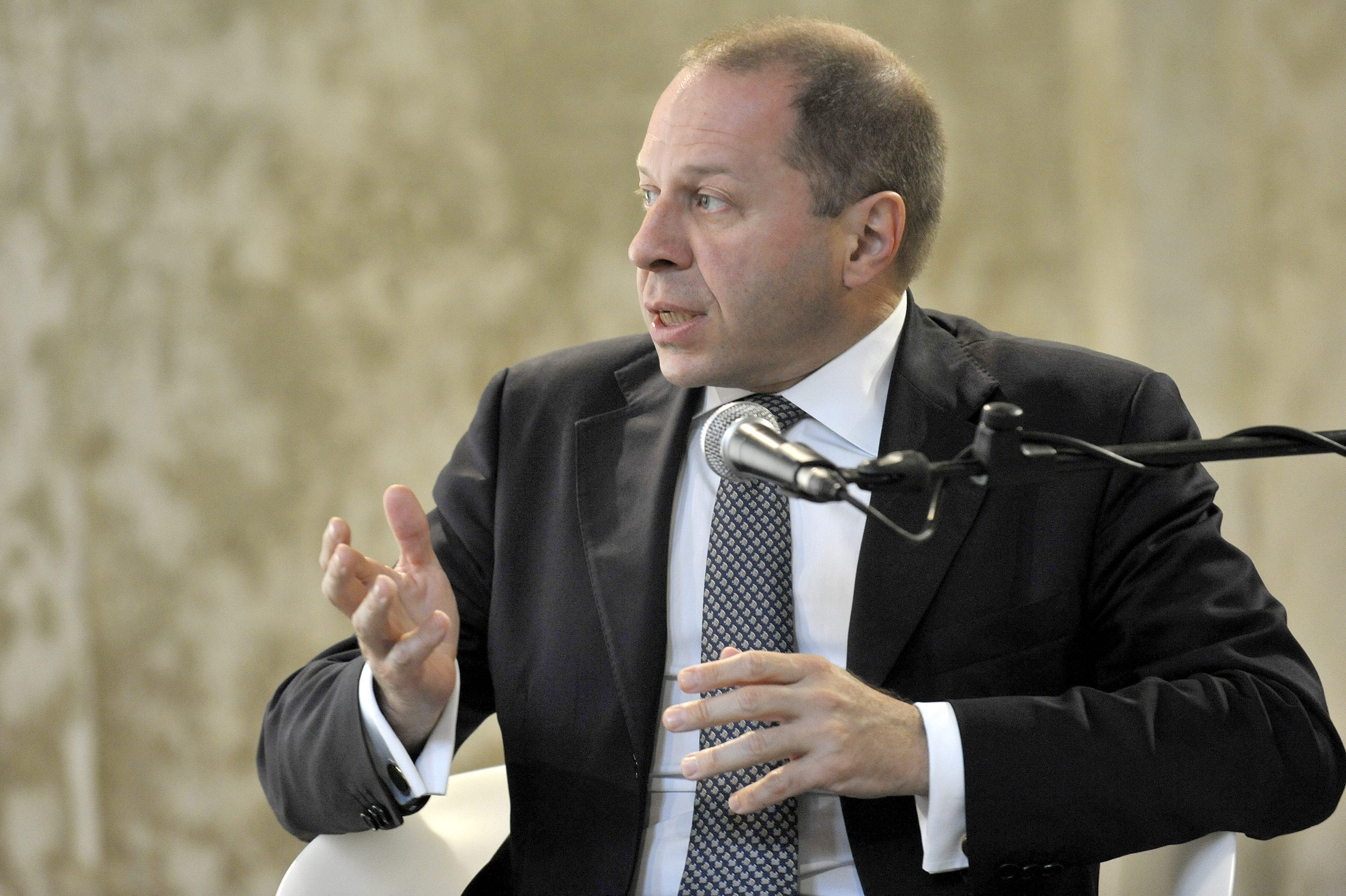
Corrado Maria Daclon

Corrado Maria Daclon (* 1963 in Mailand) ist ein italienischer Umweltwissenschaftler und Politischer Berater.

## Leben
Seit 1995 ist Daclon Professor für Umweltpolitik und Geopolitik an der Ca' Foscari-Universität in Venedig. Er ist als Journalist und Schriftsteller für verschiedene Zeitschriftenredaktionen in den Themenfeldern internationale Energie, Umweltangelegenheiten und geopolitische Fragen tätig. 
Seit 1987 ist er Leiter der ältesten italienischen Umweltorganisation, Pro Natura, und seit 1986 Mitglied des engsten Beraterstabs auf Minister- und Regierungsebene (Ministerpräsident, Umweltminister, Minister der wissenschaftlichen Forschung, Landwirtschaftsminister, Bildungsminister). Seit 1999 ist Corrado Maria Daclon oberster Berater und wissenschaftlicher Partner des NATO-Ausschusses für die Herausforderungen der Modernen Gesellschaft (CCMS). Des Weiteren hat er enge berufliche Beziehungen mit den höchsten Ebenen internationaler Einrichtungen und föderalistischen Agenturen, wie z. B. der Europäischen Union (EU), der NASA, den Vereinten Nationen (UN) und dem Europarat.
Er hat über 60 wissenschaftliche Artikel und 16 Bücher veröffentlicht, von denen einige als bedeutende Universitätslehrbücher in Europa und im Mittelmeerraum gewählt werden. In den 1990er Jahren war er Mitglied des Regierungsrates von UNEP in Nairobi, um den Erdgipfel von Rio de Janeiro – auch bekannt als Konferenz der Vereinten Nationen über Umwelt und Entwicklung – vorzubereiten. 
Seit 2000 ist er für die italienische Koordinierungsstelle (focal point) der Erd-Charta-Initiative zuständig. 2005 übernahm er die Stelle des Generalsekretärs der Stiftung Italien-USA, einer Organisation, die auf der Ebene des Generalkonsulats eng mit der amerikanischen Botschaft in Rom verbunden ist. Seine Zusammenarbeit mit Regierungen und Universitäten erstreckt sich auf über 60 verschiedene Staaten in Europa, Afrika, Asien, Nord- und Südamerika.
Er ist Kolumnist für das Magazin Gnosis, publiziert für das italienische Amt für Informationen und innere Sicherheit Agenzia Informazioni e Sicurezza Interna, und bei Huffington Post.